# Vuelta a Palencia
La Vuelta a Palencia es una carrera ciclista por etapas que se disputa anualmente en la provincia de Palencia, en España. Está considerada una competición amateur, por lo que admite la participación de ciclistas menores de 23 años. Ha contado históricamente con la participación de corredores que han tenido un importante desempeño en la categoría de profesionales, como Aitor Garmendia, Félix García Casas, Isidro Nozal, Denis Menchov, Juan José Cobo, Alberto Contador o Enric Mas, por lo que está considerada una de las pruebas de aficionados más importantes del calendario español.
Tras disputarse de forma discontinua desde 1945, en 2017 y 2018 la prueba no se disputó por problemas económicos de la organización, pero en 2019 retomó su plaza en el calendario.

## Características
La Vuelta a Palencia está inscrita en el calendario nacional de la Real Federación Española de Ciclismo en categoría 2.13.1, por lo que admite la participación de ciclistas menores de 23 años. Desde 2012 es, junto a la Vuelta al Bidasoa, la única en esta categoría, destinada a corredores menores de 23 años y con un máximo de tres equipos extranjeros.
Su desarrollo clásico consiste en 6 etapas, que incluyen varias por carreteras de montaña que aprovechan la orografía del norte de la provincia y la cordillera Cantábrica, una contrarreloj y la etapa final por la capital provincial. Así, se han convertido en clásicos sus pasos por el puerto de San Glorio (provincia de León), el alto de El Golobar —la carretera más alta de la provincia en las faldas de Valdecebollas— o el Santuario de la Virgen del Brezo.
Durante la carrera de 2016 se celebró el 50.° aniversario de la prueba.

## Palmarés

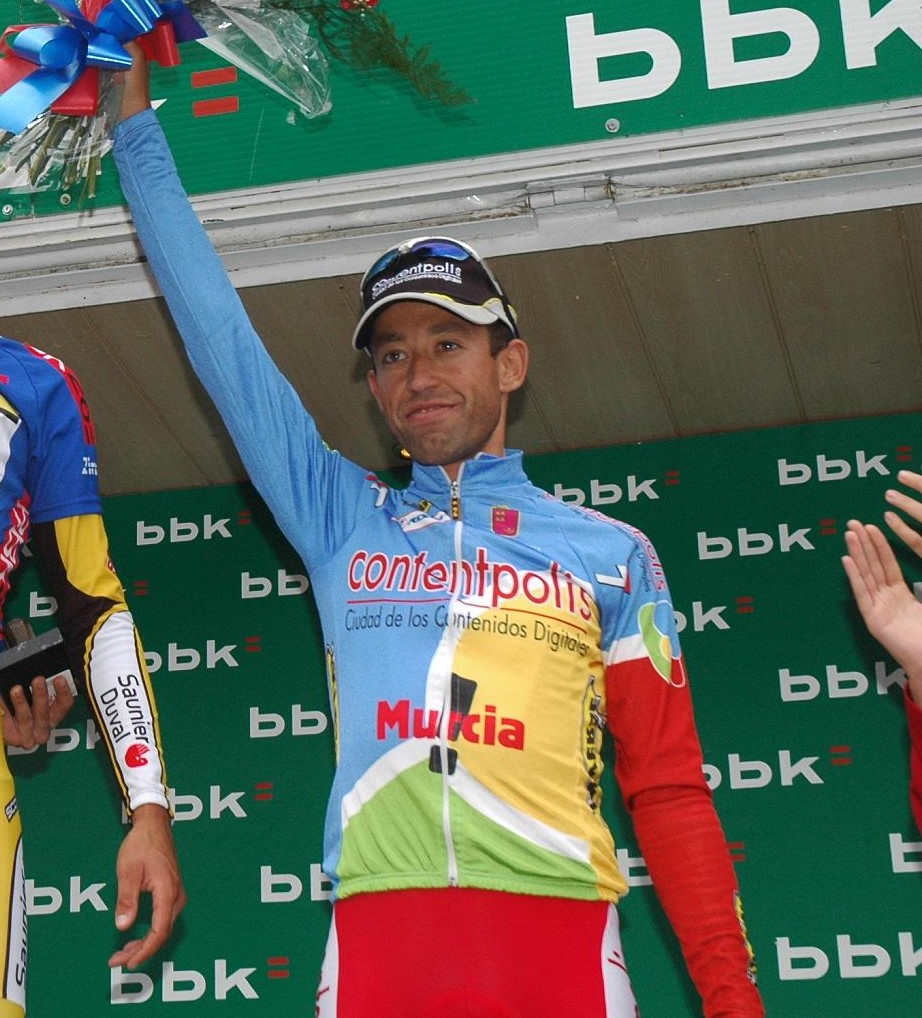
Adrián Palomares, vencedor absoluto en 1998.

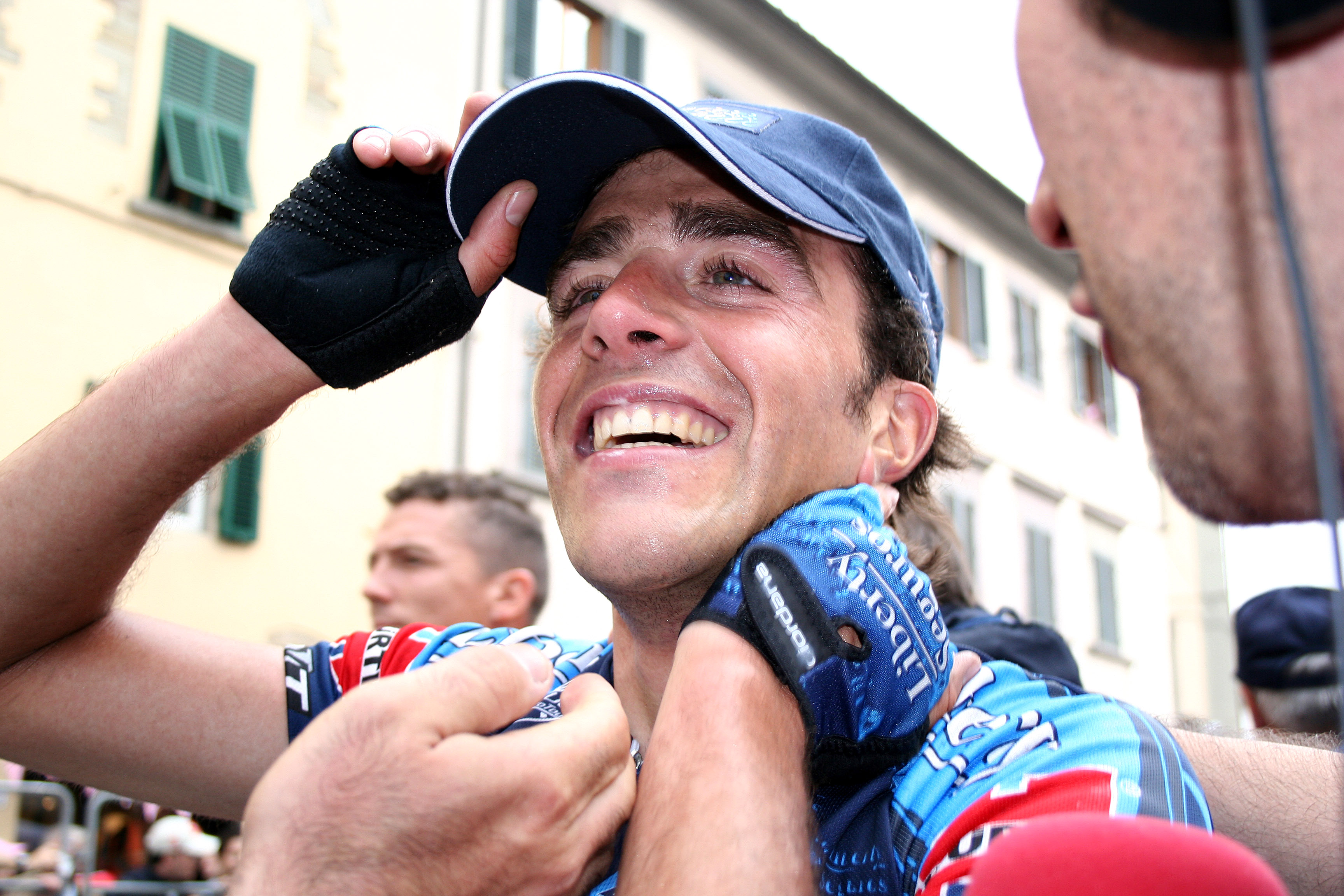
Koldo Gil, ganador en 1999.

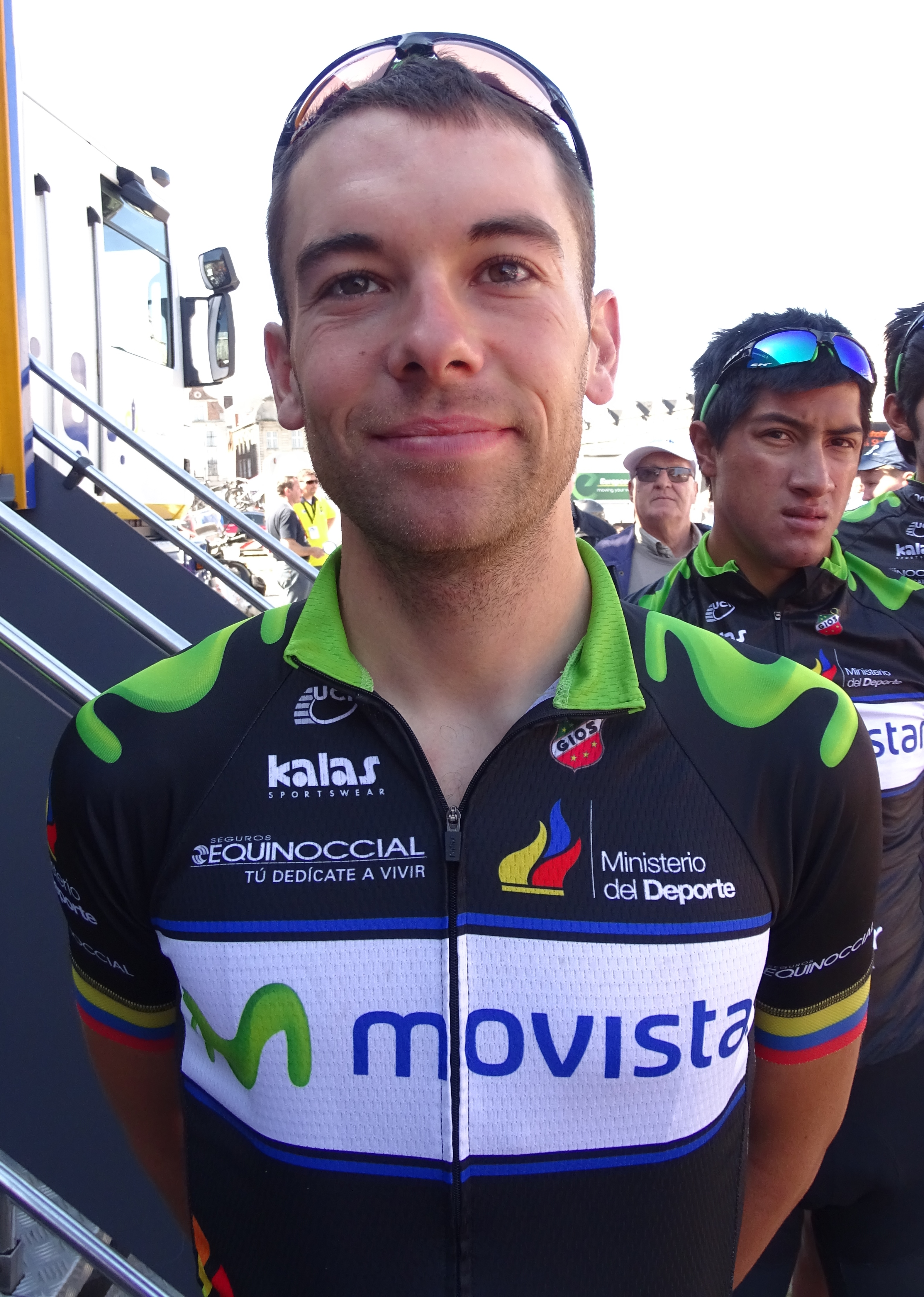
Higinio Fernández, ganador de 2009.

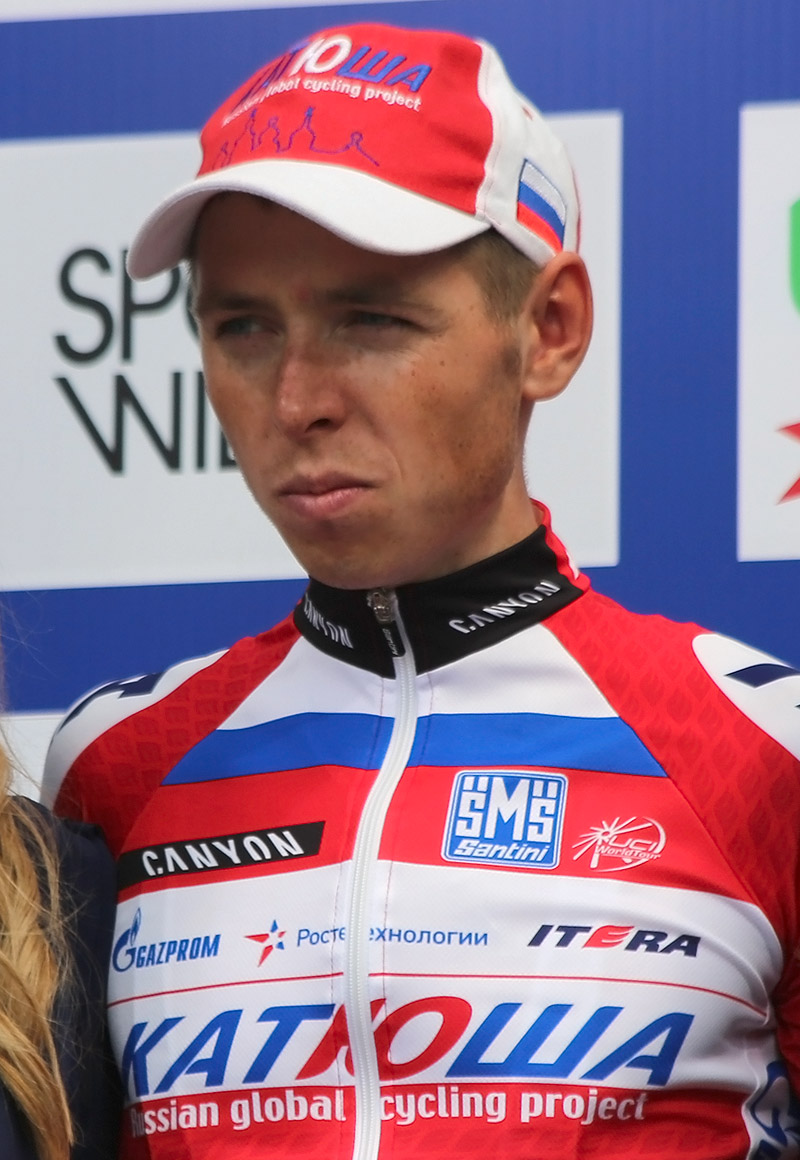
Serguéi Chernetski, vencedor de la edición de 2010.

| Año  | Ganador                                               | Segundo                                               | Tercero                                               |
| ---- | ----------------------------------------------------- | ----------------------------------------------------- | ----------------------------------------------------- |
| 1986 | Arturo Gueriz                                         |                                                       |                                                       |
| 1987 | Rodolfo Alcides                                       |                                                       |                                                       |
| 1988 | Aitor Garmendia                                       |                                                       |                                                       |
| 1989 | Aitor Garmendia                                       |                                                       |                                                       |
| 1990 | Carmelo Miranda                                       |                                                       |                                                       |
| 1991 | Rodolfo Jiménez                                       |                                                       |                                                       |
| 1992 | Félix García Casas                                    |                                                       |                                                       |
| 1993 | Juan Manuel Toribio                                   |                                                       |                                                       |
| 1994 | Borja Izkara                                          |                                                       |                                                       |
| 1995 | Daniel Atienza                                        |                                                       |                                                       |
| 1996 | Manuel Rodriguez García                               |                                                       |                                                       |
| 1997 | José Villalón                                         |                                                       |                                                       |
| 1998 | Adrián Palomares                                      |                                                       |                                                       |
| 1999 | Koldo Gil                                             | Gorka González                                        | Oleg Kachirine                                        |
| 2000 | Patxi Vila                                            | Antonio López                                         | Oleg Kachirine                                        |
| 2001 | Peio Arreitunandia                                    | Xavier Tondo                                          | Andrei Korovine                                       |
| 2002 | Cristian Climent                                      | Pablo de Pedro                                        | Maxim Gourov                                          |
| 2003 | José Rafael Martínez                                  | Alejandro Barbero                                     | Efraín Gutiérrez                                      |
| 2004 | David Martín                                          | Daniel Navarro                                        | Aarón Villegas                                        |
| 2005 | Diego Gallego                                         | Mario García Sánchez                                  | Juan Carlos López                                     |
| 2006 | Juan Carlos Escámez                                   | Raúl Santamarta                                       | Antonio Piedra                                        |
| 2007 | Arturo Mora                                           | Higinio Fernández                                     | José Manuel Ballesta                                  |
| 2008 | Arturo Mora                                           | Dmitrii Ignatiev                                      | Ángel Madrazo                                         |
| 2009 | Higinio Fernández                                     | Alexander Ryabkin                                     | Antonio Cervera                                       |
| 2010 | Serguéi Chernetski                                    | Karol Domagalski                                      | Samuel Nicolás                                        |
| 2011 | Jesús Ezquerra                                        | Román Osuna                                           | Víctor Holgado                                        |
| 2012 | David Desmecht                                        | Thomas Vanbesien                                      | Cristóbal Sánchez                                     |
| 2013 | Cristian Cañada                                       | Tiesj Benoot                                          | Edison Bravo                                          |
| 2014 | Miguel Ángel Benito                                   | Alain Santamaría                                      | Enric Mas                                             |
| 2015 | Víctor Etxeberria                                     | Enric Mas                                             | Gabriel Reguero                                       |
| 2016 | Óscar Rodríguez                                       | Jaime Castrillo                                       | Héctor Carretero                                      |
| 2017 | no disputada                                          | no disputada                                          | no disputada                                          |
| 2018 | no disputada                                          | no disputada                                          | no disputada                                          |
| 2019 | Oier Lazkano                                          | Magnus Brynsrud                                       | Iñigo G. Ibarra                                       |
| 2020 | suspendida por pandemia de enfermedad por coronavirus | suspendida por pandemia de enfermedad por coronavirus | suspendida por pandemia de enfermedad por coronavirus |
| 2021 | no disputada                                          | no disputada                                          | no disputada                                          |

## Victorias de etapa
Los corredores que más victorias de etapa han conseguido en la Vuelta a Palencia son los siguientes:

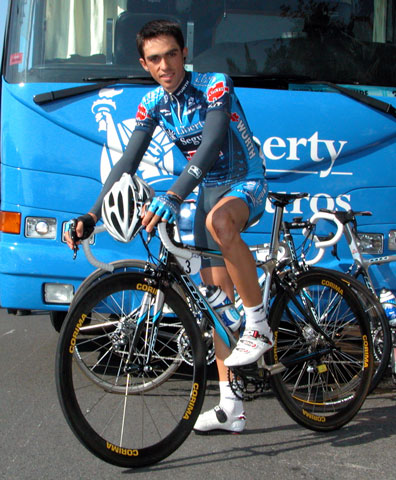
Alberto Contador ganó dos etapas en la edición de 2002, la subida al Santuario de la Virgen del Brezo y la contrarreloj final de Palencia, aunque no logró subir al podio final de la carrera.

| Corredor                 | Victorias |
| ------------------------ | --------- |
| Peio Arreitunandia       | 3         |
| Edison Bravo             | 3         |
| Cristian Climent         | 2         |
| Alberto Contador         | 2         |
| Juan Carlos Escámez      | 2         |
| Óscar García-Casarrubios | 2         |
| Marcos García            | 2         |
| Daniel Holloway          | 2         |
| Oier Lazkano             | 2         |
| Arturo Mora              | 2         |
| Serguéi Shílov           | 2         |
| Pablo Urtasun            | 2         |